# Julia Wickholm
Julia Wickholm, född 24 juli 1987, är en finlandssvensk författare och bibliotekspedagog.

## Utmärkelser
- 2015 – Arvid Mörne-tävlingen, tredje pris för novellen ”Sänka skepp”[4]
- 2020 – Stipendium, Nylands konstkommission[5]
- 2020 – Kopiostostipendium, Finlands svenska författareförening[6]